# Харитонов-Ойуку, Павел Николаевич
Павел Николаевич Харитонов-Ойуку (род. 1941) — русский советский и якутский писатель, прозаик и поэт. Член Союза писателей СССР с 1990 года. Народный писатель Якутии (2019). Лауреат Большой литературной премии России (2008), а также других литературных премий.

## Биография
Родился 22 июня 1941 года в селе Булгунняхтах Хангаласского улуса Якутской АССР.
С 1964 по 1969 год обучался на художественном отделении Намского художественного училища. С 1971 по 1976 год проходил обучение на историко-филологическом факультете Якутского государственного университета. С 1976 по 1981 год на педагогической работе в средней общеобразовательной школе. С 1981 по 1983 год — научный сотрудник, с 1983 года — директор Хангаласского краеведческого музея имени Г. В. Ксенофонтова.
Член Союза писателей СССР с 1990 года и Союза писателей России с 1994 года. Первые стихи Харитонова были напечатаны в 1960 году в районных и республиканских газетах, в последующем печатался в литературно-художественном журнале «Полярная звезда». В 1980 году из под пера Харитонова вышел первый поэтический сборник «Снегурочка» («Хаар кыыс») напечатанный в Якутском книжном издательстве. В дальнейшем из под пера писателя вышли такие произведения как: «Узоры солнечной страны» (1983), «Тойон Арыы» (1991), «Подарок» (1994), «Качели» (1995) и другие произведения на якутском языке. В 2008 году за роман «Ямщики на Лене» в трёх книгах, на якутском языке Харитонов был удостоен Большой литературной премии России. В 2012 году «За вклад в укрепление дружбы, межнационального мира и согласия, заслуги в развитии современной якутской литературы и многолетнюю плодотворную творческую деятельность» Павлу Николаевичу Харитонову была присвоена — Государственная премия имени П. А. Ойунского Республики Саха (Якутия).

## Награды
- Народный писатель Якутии (24.12.2019 за № 924 — «За значительный вклад в развитие современной якутской литературы, заслуги в формировании и распространении идей духовного единства народов России и многолетнюю творческую плодотворную деятельность»[5])
- Заслуженный работник культуры Якутии
- Почётный гражданин Хангаласского улуса

### Премии
- Большая литературная премия России (2008 — «за роман „Ямщики на Лене“ в трёх книгах, на якутском языке»[6])
- Государственная премия имени П. А. Ойунского Республики Саха (Якутия) (2012 — «За вклад в укрепление дружбы, межнационального мира и согласия, заслуги в развитии современной якутской литературы и многолетнюю плодотворную творческую деятельность»[7])